# Article 183 de la Constitution belge
L'article 183 de la Constitution de la Belgique fait partie du titre VI De la force publique. Il impose à la Chambre des représentants de voter chaque année le contingent de l'armée.
Il date du 7 février 1831 et était à l'origine — sous l'ancienne numérotation — l'article 119. Il n'a jamais été révisé.

## Texte
« Le contingent de l'armée est voté annuellement. La loi qui le fixe n'a de force que pour un an, si elle n'est renouvelée. »